# Nalle Puh – Vännernas fest
Nalle Puh – Vännernas fest (engelska: Winnie the Pooh: Seasons of Giving) är en animerad film från 1999 med Nalle Puh, producerad av Walt Disney Pictures.

## Handling
Filmen är uppdelad i tre delar efter årstider som tema. Den består av två avsnitt från TV-serien Nya äventyr med Nalle Puh; Groundpiglet Day och Find Her, Keep Her, samt TV-filmen A Winnie the Pooh Thanksgiving som varvas med nytt material för att binda ihop de äldre inslagen.

### Groundpiglet Day
När ett antal kalendersidor från Kanins kalender råkar blåsa iväg tror vännerna att det är murmeldagen. De bestämmer sig för att leta reda på ett murmeldjur genom att klä ut Nasse till ett sådant. Om han ser en skugga är det sex veckor kvar av vintern, men hans mössa råkar täcka över hans ögon och han ser ingen skugga, vilket får vännerna att tro att det snart är vår.
Men redan nästa dag börjar det snöa och Kanin blir därför arg på Nasse för att han haft fel. Men så småningom hittar Kanin några av kalendersidorna som försvann tidigare och inser att det i själva verket är november och inte murmeldagen.

### A Winnie the Pooh Thanksgiving
Det är Thanksgiving och Puh och hans vänner ska ha en fest. För att få till en perfekt Thanksgiving-middag bestämmer de sig för att få tag i ingredienserna till den. Men när sökandet går snett bestämmer sig Puh och de andra vännerna för att ändå få till en lyckad middag, bland annat serverar de mat som vanligen inte serveras vid Thanksgiving. De inser även att Thanksgiving inte har med maten att göra, utan att vara med dem man älskar som familj och vänner.

### Find Her, Keep Her
Kanin räddar livet på en fågelunge vid namn Kessie som blåst av från sitt bo i en snöstorm. Nalle Puh och Nasse erbjuder sig att ta hand om den, men Kanin anser att de är för klumpiga och bestämmer sig för att ta hand om den själv.
Med tiden vill Kessie lära sig flyga så att hon kan flyga söderut, men Kanin vägrar låta henne vara på höga höjder igen efter snöstormen. Men det dröjer inte länge förrän de andra vännerna lär henne flyga.

## Rollista (i urval)
| Roll                     | Originalröst      | Svensk röst       |
| Nalle Puh                | Jim Cummings      | Guy de la Berg    |
| Tiger                    | Jim Cummings      | Thomas Hellberg   |
| Nasse                    | Steven Schatzberg | Pontus Gustafsson |
| Kanin                    | Ken Sansom        | Charlie Elvegård  |
| I-or                     | Gregg Berger      | Bengt Skogholt    |
| Uggla                    | Andre Stojka      | Gunnar Uddén      |
| Christopher Robin (tal)  | Brady Bluhm       | Tobias Swärd      |
| Christopher Robin (sång) | Franke J. Galasso | Tobias Swärd      |
| Sorken                   | Michael Gough     | Hans Lindgren     |
| Berättare                | Laurie Main       | Ingemar Carlehed  |